# Thijs van Leer
Thijs Van Leer, född 31 mars 1948 i Amsterdam är en nederländsk musiker, sångare, musikproducent och kompositör. Han är mest känd som medlem i Focus.
Född och uppvuxen i Amsterdam bland en musikalisk familj, tog van Leer upp piano och flöjt som barn och fortsatte att spela på universitet och musikhögskolor. Från 1967 till 1969 uppträdde van Leer i en teaterkabaretakt under ledning av Ramses Shaffy som hans sångare och musiker, spelade in singlar som soloartist och producerade, arrangerade och dirigerade musik för Bojoura. Han bildade Trio Thijs van Leer, ett rockband som utvecklades till Focus i slutet av 1969 då gitarristen Jan Akkerman kom med i bandet. Focus uppnådde internationell framgång efter släppandet av albumet Moving Waves (1971) och dess singel, "Hocus Pocus", som innehåller van Leers joddling och vissling. Efter flera album med olika banduppställningar, upplöste van Leer Focus 1978. Bandet återföränades 2002. Van Leer uppnådde framgång som soloartist i Nederländerna. Hans första två soloalbum med klassisk flöjt, Introspection (1972) och Introspection 2 (1975), sålde uppskattningsvis 1,2 miljoner exemplar. Han har samarbetat med olika artister och fortsätter att släppa album och uppträda i sammanhang. 2008 utsågs van Leer till riddare av Oranien-Nassauorden för sin insats inom musik.

## Diskografi
Soloalbum
- Introspection (1972)
- O My Love (1975)
- Introspection 2 (1975)
- Musica per la Notte di Natale (1976)
- Introspection 3 (1977)
- Nice to Have Met You (1978)
- Introspection 4 (1979)
- Collage (1980)
- Pedal Point: Dona Nobis Pacem' (1981)
- Reflections (1981)
- Focus (Jan Akkerman & Thijs van Leer album) (1985)
- Renaissance (1986)
- I Hate Myself (For Loving You) (1987)
- Introspection 92 (1992)
- Musical Melody (1994)
- Bolero (1996; CD-version av Reflections med två extra spår)
- Summertime (1996)
- Joy to the World (1996)
- Instrumental Hymns (1997)
- The Glorious Album (1999; återutgivet 2000 som 12 Mooiste Liederen)
- Bach for a New Age (1999)
- Etudes Sans Gêne (2006; limited edition DVD)
- The Home Concert (2008)
- Trading Boundaries Live Vol.1 (2015)

Med Thomas Blug Band
- Guitar From The Heart/Live (2005; DVD)
- Guitar From The Heart – Live in Raalte, NL (2005)
- Soul & Pepper (2009)